# Mérindades de Navarre

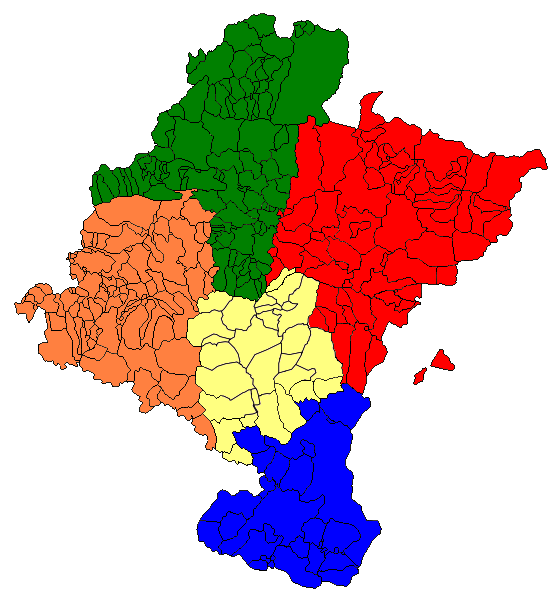
Zonification 2000

Les mérindades sont des territoires qui étaient sous la juridiction du mérino (es), un fonctionnaire public chargé de l’administration économique, financière et judiciaire d’un territoire. Ils ont été établis après la conquête du territoire occidental du royaume de Navarre (Durangaldea, Seigneurie de Biscaye, Alava et Guipuscoa) en 1200, pour établir un système de défense du reste du territoire. Chaque mérino maintenait les châteaux en parfait état et contrôlait l’activité militaire. Au XIIIe siècle, du temps du roi Thibaud II (1253-1270), on a délimité quatre mérindades : Montagne ou mérindade de Pampelune, mérindade de Sangüesa, mérindade d'Estella, mérindade de Tudela, et ont été dotées d’une organisation plus rationnelle et efficace. En 1407 on a créé la mérindade d'Olite, composée par différentes localités précédemment situées à Sangüesa, Tudela et Estella-Lizarra.
Chaque mérindade établissait un centre urbain principal : Pampelune dans la montagne, Sangüesa et Estella dans ses mérindades respectives, Tudela dans la Ribera et Olite dans la mérindade éponyme. L’importance de chacune d’elles se voyait dans la somme de plusieurs facteurs : son activité économique comme centre artisanal et commercial, sa densité démographique, sa situation stratégique et ses châteaux et murailles.
Les partis judiciaires comprennent le même territoire que les mérindades et dans trois cas les capitales sont ces dernières (Pampelune, Tudela et Estella). Les partis judiciaires d’Aoiz et de Tafalla correspondent respectivement aux mérindades de Sangüesa et d’Olite.

## Histoire

Mérindades de Navarre (1234-1407)
Division du royaume de Navarre en mérindades, establie au XIIIe siècle sous le règne de Thibaud II de Navarre.

Mérindades de Navarre (1407-1463)
Le Royaume de Navarre divisé en mérindades, après la création de la mérindade d'Olite sous le royaume de Charles III de Navarre en 1407.

Mérindades de Navarre (1463-1523)
Le Royaume de Navarre demeura ainsi, divisé en mérindades, depuis la perte des comarques de Laguardia et Los Arcos en 1463, durant la Guerre civile de Navarre.

Invasion de la Navarre
- Territoire resté indépendant en 1523
- Territoires occupés par l'Espagne

### Navarre comme Royaume indépendant
Les mérindades ont été créés au XIIIe siècle sous le règne de Thibaud II (1253-1270), en divisant le territoire du royaume de Navarre en quatre mérindades plus la terre d’Ultrapuertos qui n’est pas configurée comme telle. En 1407, sous le règne de Charles III le Noble on a créé la mérindade d'Olite, composée de localités précédemment situées à Sangüesa, Tudela et Estella. Chaque mérindade était administrée par un mérino (fonctionnaire d’armes chargé de résoudre des conflits dans ses territoires, en accomplissant des fonctions qui sont assignés actuellement aux juges). Il administrait en outre le patrimoine royal et avait une certaine fonction militaire. L’importance qu’avait chacune d’elles, dépendait de la somme de plusieurs facteurs : son activité économique comme centre artisanal et commercial, sa densité démographique, sa situation stratégique et ses châteaux et murailles.

### Mérindade de Basse-Navarre
Ce territoire connu actuellement comme la Basse-Navarre et anciennement comme la mérindade ou la tierras navarras Ultrapuertos, appelée aussi « Terre de Basques », s'est incorporé progressivement au Royaume de Navarre entre les XIIe (premiers dominions à partir de 1189) et XIIIe siècles avec le Pays de Cize, Baïgorry, Ossès et Arberoue obtenus au moyen vasallage (1196-1203).
En 1234, la Basse-Navarre elle a été formée comme la mérindade d'Ultrapuertos sous l'autorité de l'espagnol (propriétaire du château) de Saint-Jean-Pied-de-Port qui l’a administrée et qui dépendait, à son tour, du mérino de Sangüesa. Bien que n’étant pas administrée directement par un mérino, historiquement il a été considéré comme une mérindade de plus.
En juillet 1512, Ferdinand le Catholique a envahi avec les armes le royaume de Navarre. Ses troupes, commandées par le duc d’Albe, s’approprièrent de tout le territoire par la force en arrivant aussi à Saint-Jean-Pied-de-Port. Les rois navarrais de la dynastie Albret-Foix ont effectué plusieurs tentatives pour reconquérir leurs terres. Bien que dans la troisième ils l’aient obtenu durant un temps bref. cependant, après la bataille de Noáin du 30 juin 1521, il a définitivement rattaché la Haute Navarre à la Couronne de Castille.
La Basse-Navarre avait un contrôle irrégulier par les troupes de Charles Ier, l’abandonnant provisoirement en 1521, et pour 1530 l’a fait de manière définitive en retirant une armée de 10 000 hommes qu’il avait dans la zone.
La difficulté de pouvoir défendre la Basse-Navarre a été profitable au roi légitime de Navarre qui a pu organiser les institutions dans la Basse-Navarre. En effet les États généraux ont été restaurés en 1523, et la Chancellerie en 1524 à Saint-Palais. Henri III de Navarre, qui se convertira de plus en roi de France en 1589, on a finalement rassemblé les deux royaumes avec Louis XIII de France qui a continué à porter les titres de roi de France et de Navarre jusqu’à la Révolution française (1789).

## Après la conquête du Royaume de Navarre

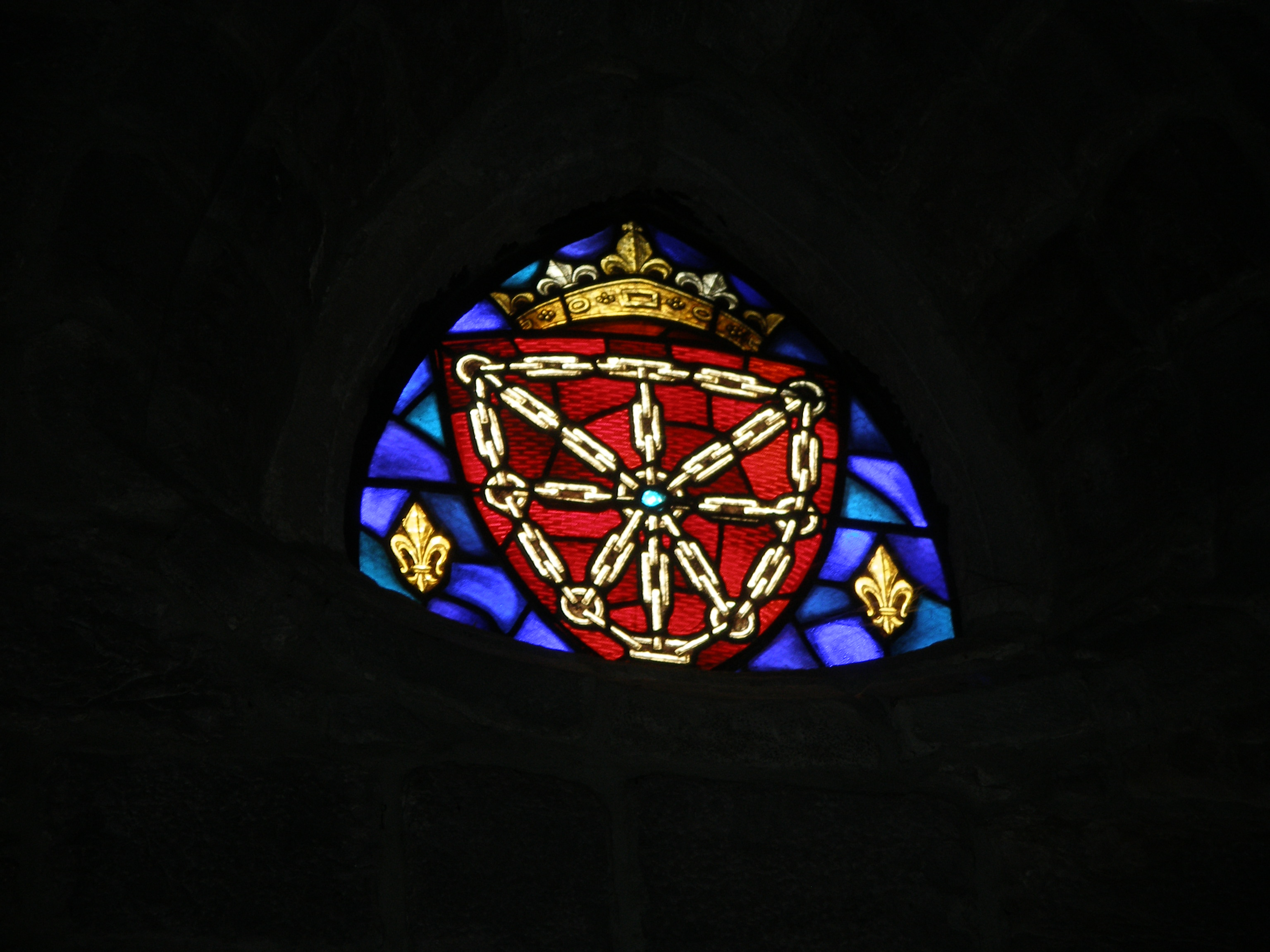
Vitrail de l'église de Saint-Jean-Pied-de-Port, avec le blason de la Navarre sur fond azur et fleur de Lys.

Après la Conquête de la Navarre et l'incorporation à la Couronne de Castille (1515), les mêmes institutions précédentes suivent bien que dédoublées, le roi de Navarre était en Béarn d'où il tente la reconquête de la Navarre mais celle-ci, occupée, sera régie par le roi d'Espagne qui crée le poste de Vice-roi pour le territoire. D'autre part, les Cortes perçoivent une plus grande importance et apparaît la Députation du Royaume,. Les mérindades par conséquent continuent à faire partie de la structure du royaume sous l'autorité du mérino. Plus tard, la Basse-Navarre est parvenue à retourner cette conquête et la nouvelle structure a été renforcée dans la Haute Navarre.

## Après la loi Paccionada de 1841
Avec la loi paccionada (1841), la Navarre perd la condition de royaume, ses Cortes et autres institutions. Le mérino disparaît, bien que les mérindades continuent à faire partie des institutions. On crée la Députation Provinciale de Navarre appelée ensuite Députation forale de Navarre, qui était formée par 7 députés. Les mérindades de Tudela, Olite et de Sangüesa élisaient un député et les mérindades de Pampelune et Estella plus peuplées, élisaient 2 députés.
Habrá una Diputación provincial, que se compondrá de siete individuos nombrados por las cinco merindades, esto es, uno por cada una de las tres de menor población, y dos por las de Pamplona y Estella, que la tienen mayor, pudiendo hacerse en esto la variación consiguiente si se alterasen los partidos judiciales de la provincia.
Il y aura une Députation provinciale, qui sera composée de sept individus nommés par les cinq mérindades, c'est-à-dire, un par chacune des trois de plus petite population, et de deux par celles de Pampelune et d'Estella, qui sont plus peuplés, pouvant faire dans ceci la variation conséquente si on altérait les partis judiciaires de la province.

## Les mérindades actuelles
Les mérindades ne manquent d'aucun type de compétences et ne sont pas prises en considération dans aucune représentation institutionnelle, bien que le premier rendez-vous électoral qui a eu lieu le 3 avril 1979, avec un recensement d'électeurs de 365 080 Navarrais. On a choisi 70 parlementaires et chaque mérindade historique a été constitué en district électoral (sauf Pampelune, qui s'est divisée en deux districts), et on a choisi un nombre de parlementaires proportionnel aux électeurs qu'il réunissait. Le Gouvernement de Navarre (alors Députation Statutaire de Navarre) qui a été constitué après ces élections a été une corporation de 7 membres composée des candidats du parti le plus voté dans chaque district électoral (des deux partis les plus votés dans le cas de la Mérindade de Tudela).
Toutefois après l'approbation de la loi d'Amejoramiento du for (LORAFNA) ont disparu les districts et le Parlement de Navarre est formé par 50 membres (le numéro de membre est réglé par une loi statutaire (forale) et ne peut pas être supérieur à 60 ni inférieur à 40) qui sont élus par représentation proportionnelle. Les mérindades sont toutefois considérées dans cette loi de la manière suivante :
El territorio de la Comunidad Foral de Navarra está integrado por el de los municipios comprendidos en sus Merindades históricas de Pamplona, Estella, Tudela, Sangüesa y Olite.
Le territoire de la Communauté forale de Navarre est intégré par celui des communes comprises dans ses Mérindades historique Pampelune, Estella, Tudela, Sangüesa et Olite.

## Municipalités
| Merindad              | Nb municipalités | %     |
| --------------------- | ---------------- | ----- |
| Mérindade d'Estella   | 72               | 26,48 |
| Mérindade de Sangüesa | 64               | 23,53 |
| Mérindade de Tudela   | 23               | 8,45  |
| Mérindade de Pamplona | 86               | 31,62 |
| Mérindade d'Olite     | 27               | 9,92  |
| Total                 | 272              | 100   |

## Démographie
| Merindad              | Nb habitants (2005) | %     |
| --------------------- | ------------------- | ----- |
| Mérindade d'Estella   | 61.628              | 11,07 |
| Mérindade de Sangüesa | 36.699              | 6,60  |
| Mérindade de Tudela   | 84.528              | 15,20 |
| Mérindade de Pamplona | 329.693             | 59,27 |
| Mérindade d'Olite     | 43.745              | 7,86  |
| Total                 | 556.263             | 100   |

### Sources et bibliographie
- (es) Cet article est partiellement ou en totalité issu de l’article de Wikipédia en espagnol intitulé « Merindades de Navarra » (voir la liste des auteurs).
- Atlas de Navarra, Geografía e Historia, edita: 2006 Departamento de Educación del Gobierno de Navarra y EGN Comunicación,  (ISBN 84-934512-1-5)